# 헬싱글란드

헬싱글란드의 문장

헬싱글란드의 위치

헬싱글란드(스웨덴어: Hälsingland)는 스웨덴 중부 노를란드 지역을 구성하는 지방 가운데 하나로 면적은 14,200km2, 인구는 130,097명(2009년 기준)이다. 남쪽으로는 예스트리클란드 지방, 서쪽으로는 달라르나 지방과 헤리에달렌 지방, 북쪽으로는 메델파드 지방과 접하며 동쪽으로는 보트니아만과 접한다. 예블레보리주와 옘틀란드주, 베스테르노를란드주가 이 지방에 속한다. 지방을 상징하는 꽃은 아마, 동물은 스라소니속이다.